# Балка Данилівська
Балка Данилівська — ботанічний заказник місцевого значення. Об'єкт розташований на території Гуляйпільського району Запорізької області, село Нововасилівське (Данилівка).
Площа — 2 га, статус отриманий у 1980 році.
Статус надано з метою охорони місць зростання лікарських рослин. Охороняється цілинна балка, де зростає чебрець.

## Галерея

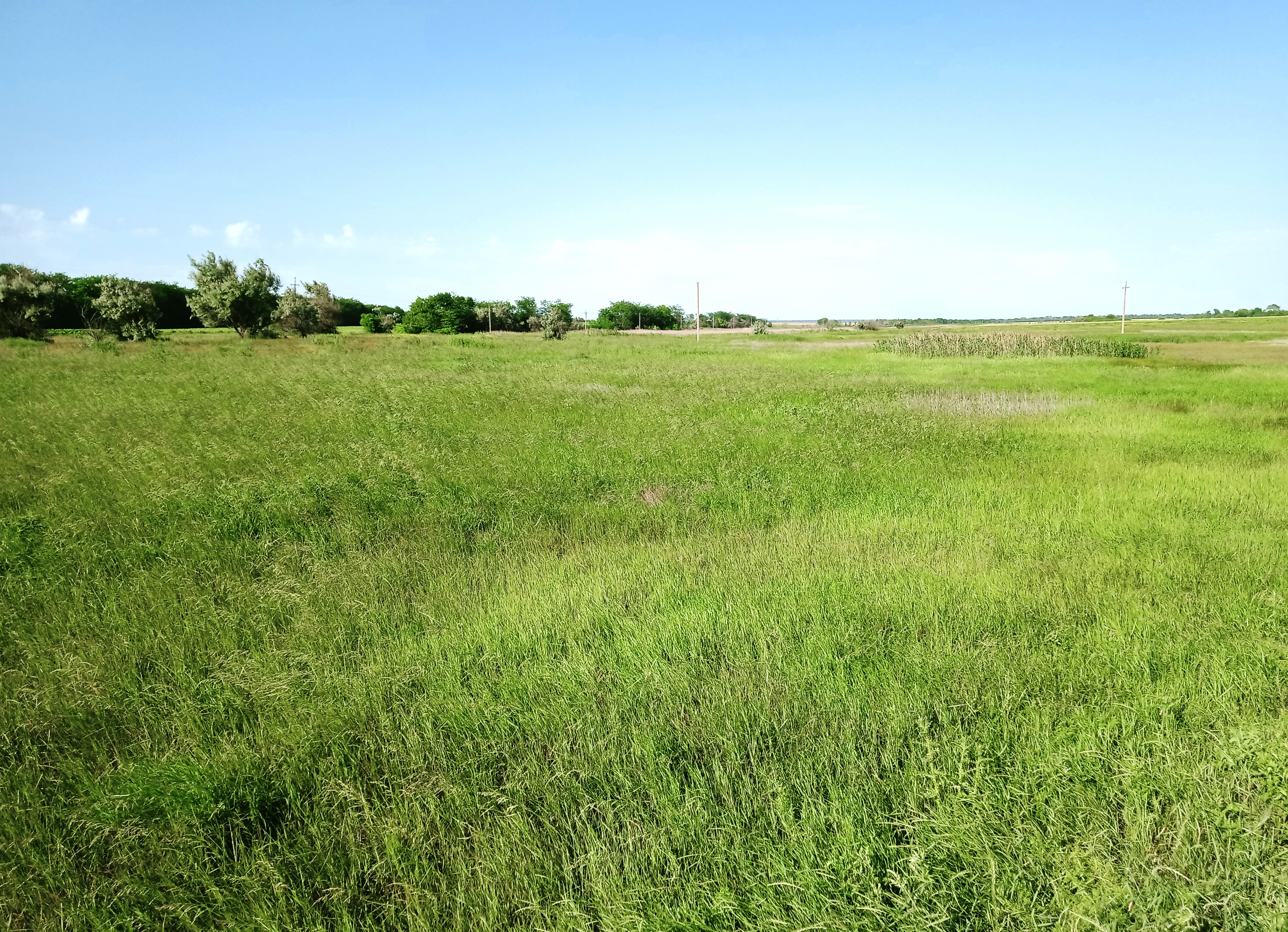
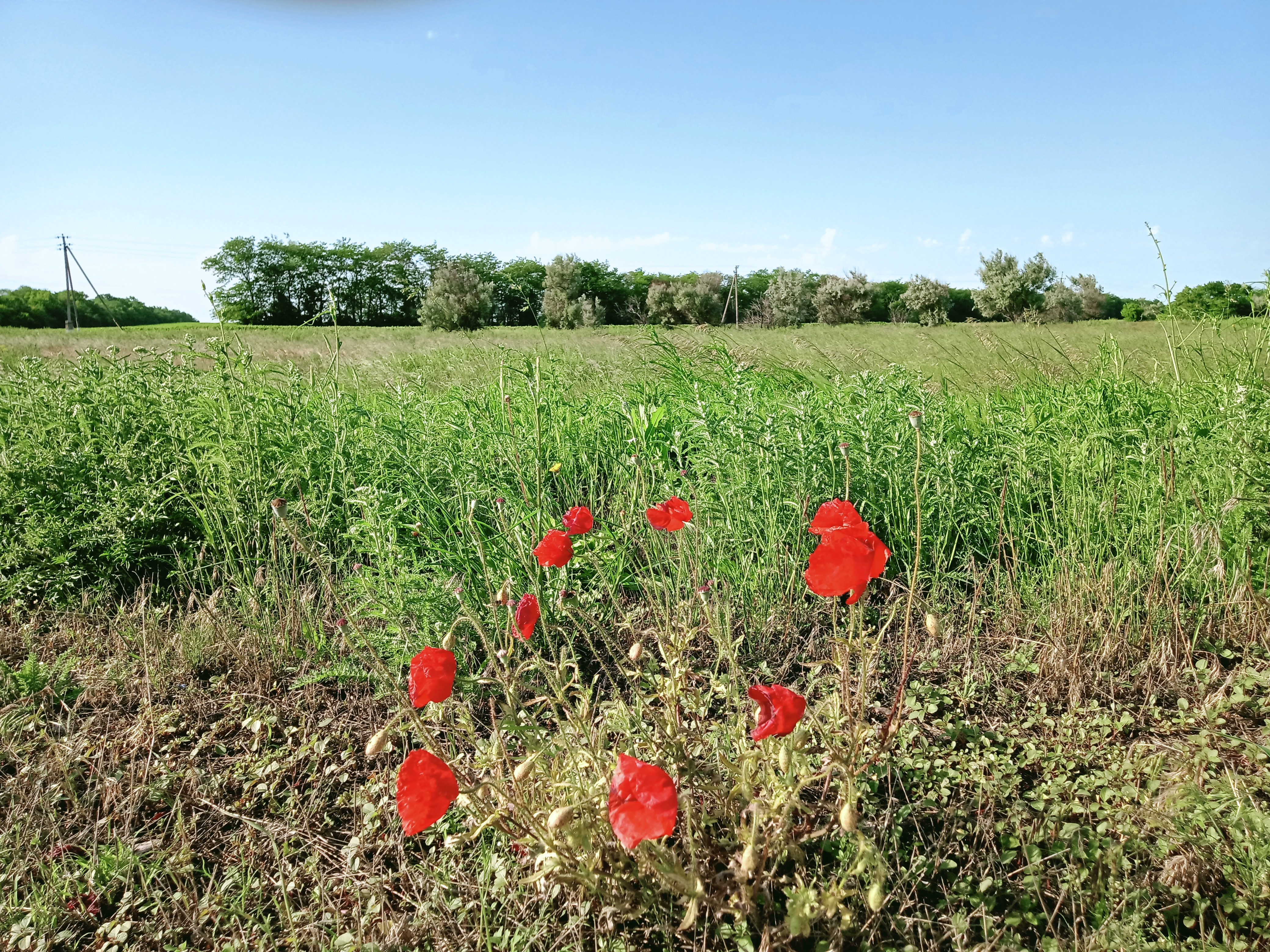
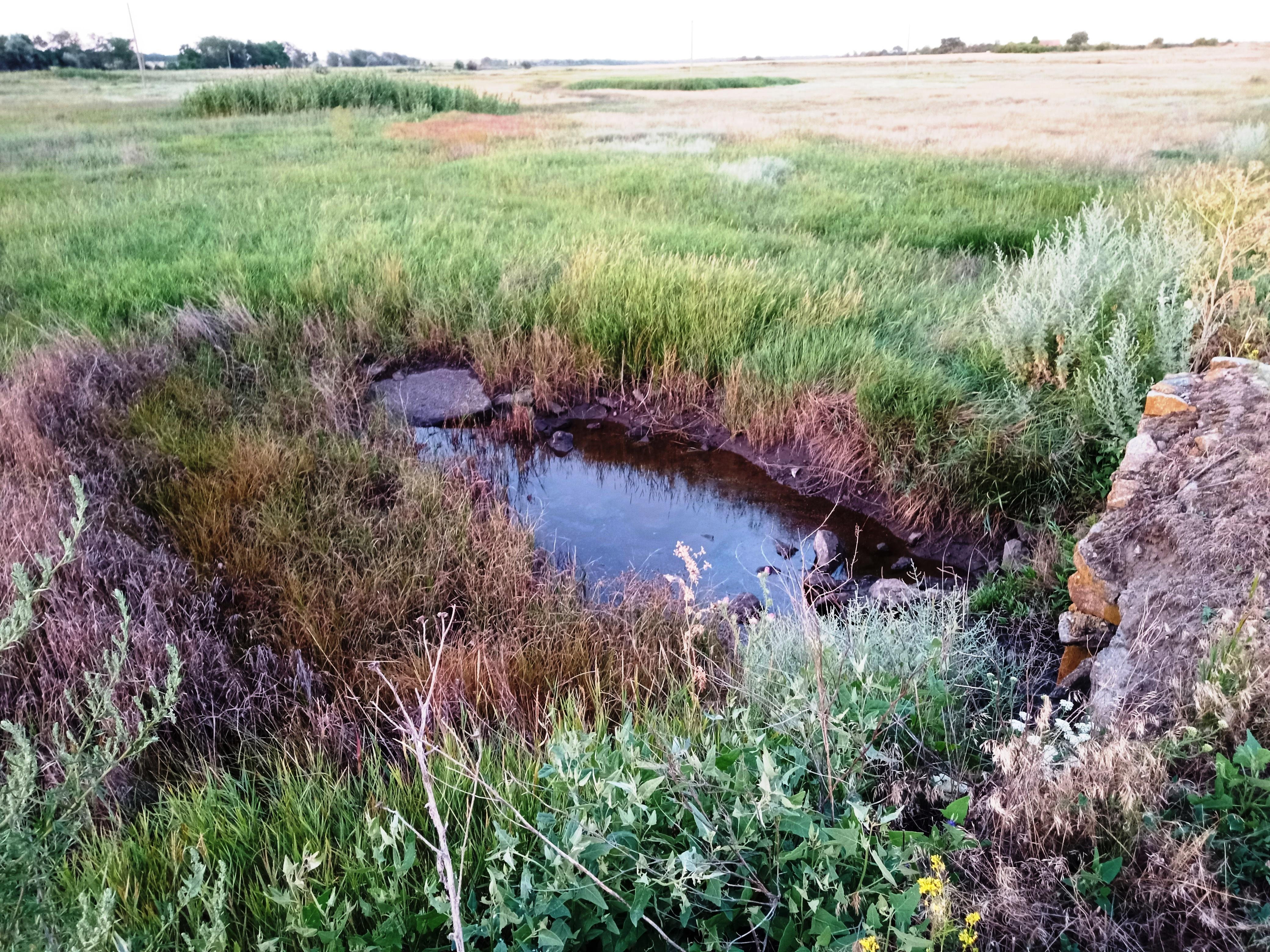
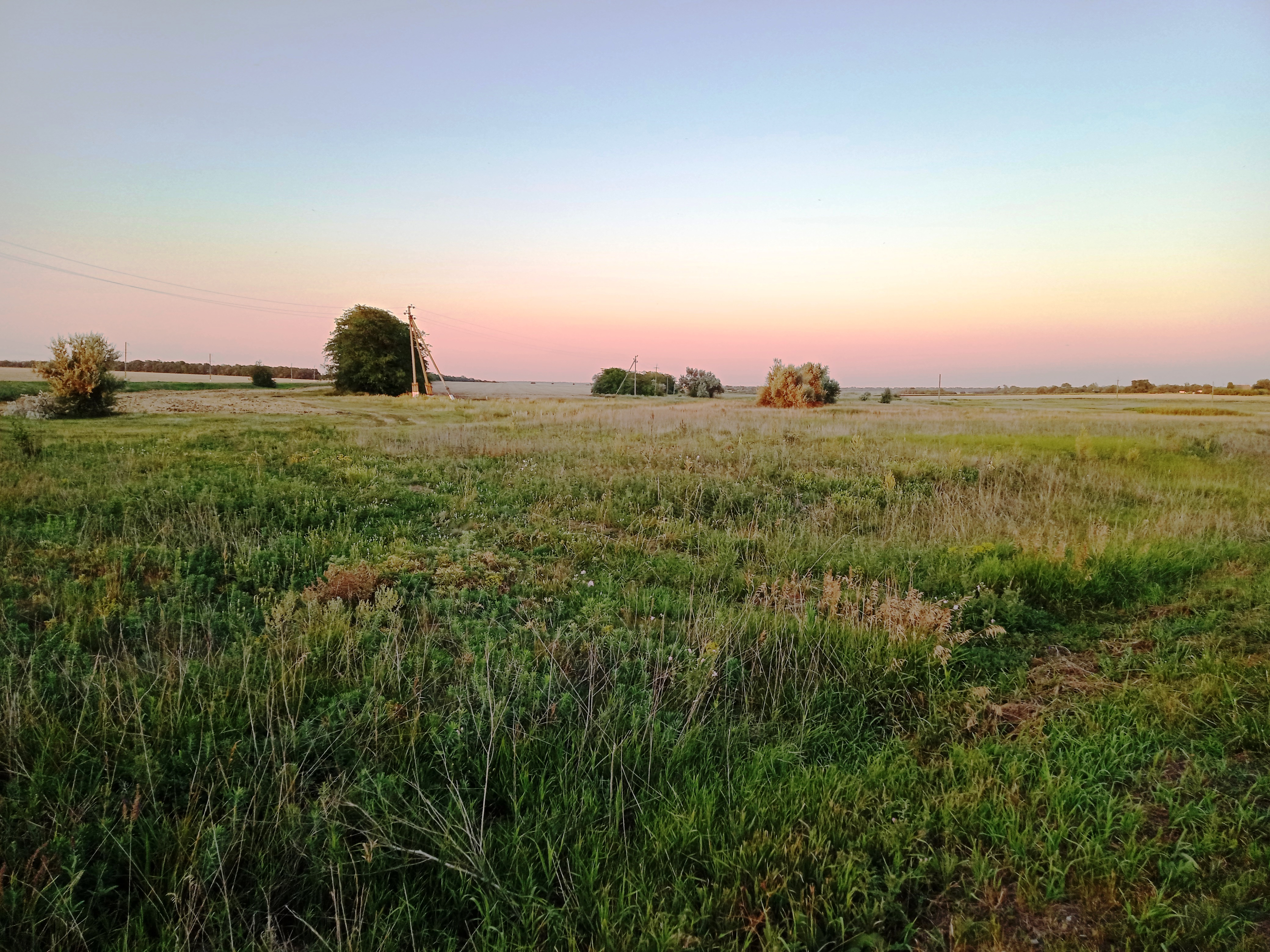